# 149/23
Il cannone da 149G, in seguito ridenominato cannone da 149/23, fu un cannone pesante per l'artiglieria d'armata, in dotazione al parco d'assedio ed all'artiglieria da fortezza del Regio Esercito italiano.

## Storia
Prodotto dall'Ansaldo come 15 GRC Ret, fu in seguito denominato prima 149G, poi 149/23. Largamente impiegato nelle opere del sistema di fortificazioni del regno, fu il pezzo campale pesante tipico nella guerra italo-turca, mentre affiancò il 149/35 durante la prima guerra mondiale.

## Tecnica

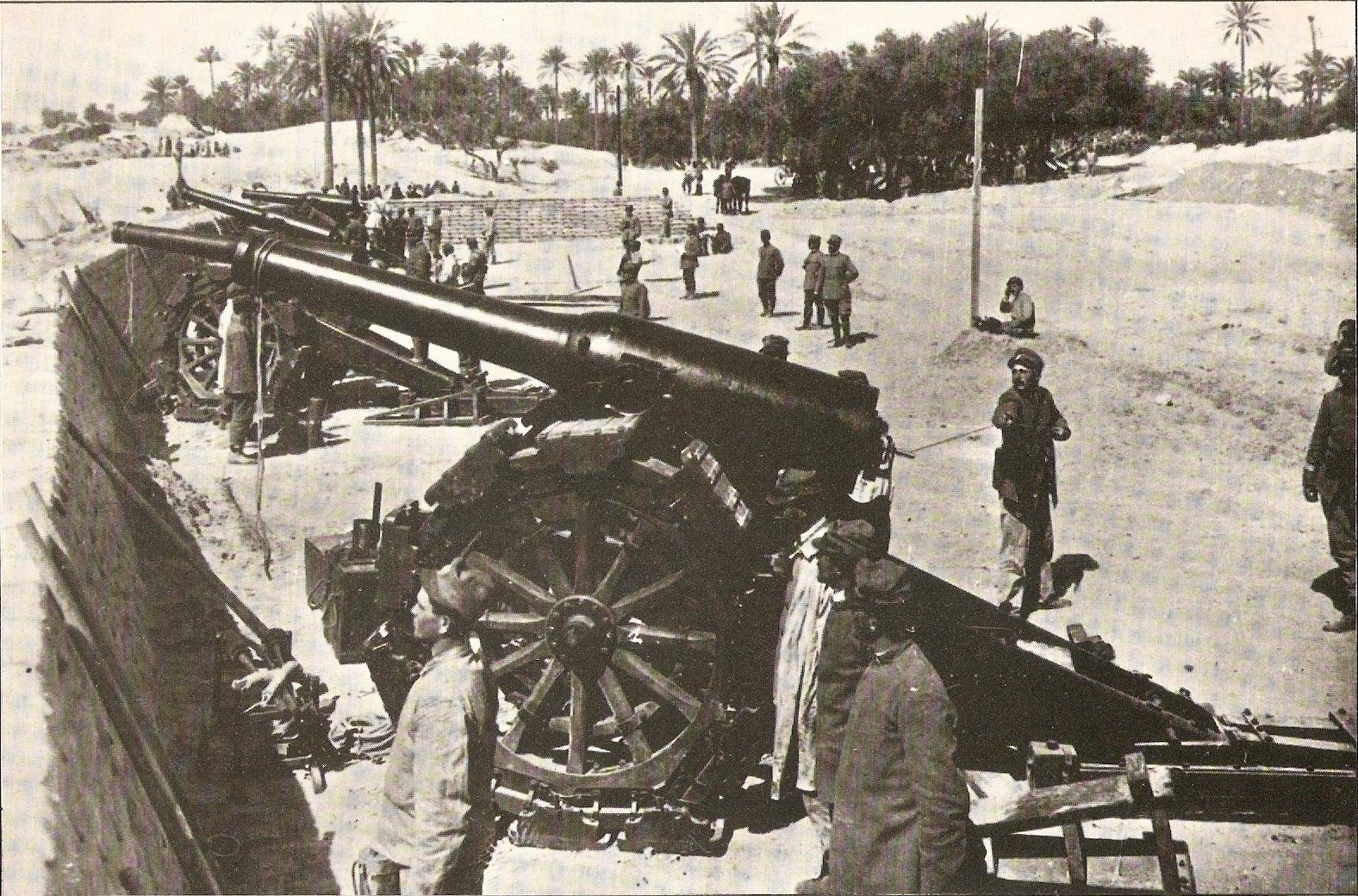
Batteria di 149G in azione vicino a Tripoli (1911). Ben evidenti i cingoli, il pancone e i cunei.

Il 149G era un cannone corto a retrocarica su affusto rigido a ruote. La canna era in ghisa acciaiosa, cerchiata in acciaio, e la sua elevazione era regolata da un vitone a volantino sottostante la culatta. L'otturatore, pesante 69 kg, era del tipo Welin, in acciaio con anello plastico. L'affusto era a coda unica, in acciaio, con due ruote in legno a 12 razze di 1560 mm di diametro. Per facilitare il traino e per contenere il rinculo, negli anni precedenti alla guerra sui battistrada delle ruote vennero installate le "rotaie a cingolo" brevettate dal maggiore italiano Crispino Bonagente. Visibili in quasi tutte le fotografie di pezzi d'artiglieria di molte nazioni coinvolte nella Grande Guerra, i cingoli "Bonagente" erano formati da 12 piastre rettangolari unite da 12 elementi su ogni ruota, che allargavano il piano d'appoggio delle ruote permettendo il transito su terreni soffici e cedevoli e soprattutto rendendo superfluo l'impiego delle piattaforme. Inoltre, la ruota girava con una velocità angolare maggiore all'interno del cingolo e l'attrito tra il battistrada ed il cingolo stesso dissipava parte dell'energia del rinculo. Altre dotazioni erano i cunei ed il pancone. I cunei erano due piani inclinati, più grandi di quelli usati con la piattaforma, che venivano posizionati circa un metro e mezzo dietro alle ruote. Al momento dello sparo il cannone rinculava sui due cunei, che grazie al suo peso ne frenavano la corsa, esaurita la quale il cannone per gravità tornava nella posizione di partenza. Il pancone era una sorta di slitta in legno e metallo posizionata sotto alla coda dell'affusto; esso accompagnava la coda nel rinculo evitando, di concerto con i cunei, il disallineamento del pezzo; contemporaneamente, per attrito, ne frenava la corsa retrograda.
Il traino, animale o meccanico (solitamente da una trattrice Pavesi-Tolotti Tipo B), era effettuato tramite un avantreno, previo arretramento della canna sulle orecchioniere "di via" situate sulla coda dell'affusto, in modo da spostare indietro il baricentro, tra la sala dell'affusto e quella dell'avantreno.

## Installazione tipo "Ispettorato"
Oltre alla configurazione su affusto da assedio, la bocca da fuoco veniva usata su diversi installazioni a piattaforma  nelle fortificazioni e nelle batterie costiere. Il più diffuso era l'impianto in pozzo tipo "Ispettorato per 149G": l'affusto ad aloni era fissato ad una piattaforma, rotante su un perno centrale fissato nel calcestruzzo sul fondo del pozzo; una cupola corazzata in acciaio spesso 140 mm, solidale con l'affusto e munita di cannoniera per la bocca da fuoco, ruota su una rotaia fissata ad un'avancorazza in ghisa affogata nel calcestruzzo.

## Il cannone dell'Adamello

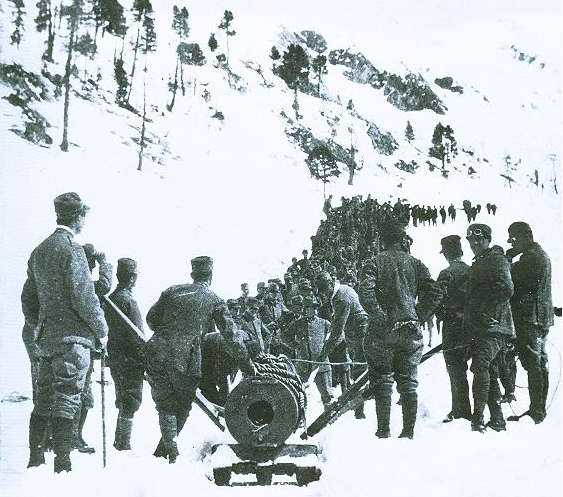
Traino della canna del 149G in Valle dell'Avio verso il Rifugio Garibaldi.

Il cosiddetto "cannone dell'Adamello" è un 149G tuttora visitabile sulla Cresta Croce, sul Gruppo dell'Adamello, dove era stato trasportato per appoggiare le operazioni in alta montagna. Il cannone arrivò a Temù dalla stazione ferroviaria di Edolo il 9 febbraio 1916 e fu trasportato via strada fino a Malga Caldea a quota 1580 m. Da qui venne scomposto in due carichi che, montati su due grandi slitte, furono trainati sulla neve da 200 artiglieri, genieri ed alpini fino al Passo del Venerocolo a 3 236 m di quota, raggiunto il 27 aprile dopo una tappa intermedia al Rifugio Giuseppe Garibaldi (2 535 m) il 17 aprile. Nella notte del 6 giugno 1917, per appoggiare l'avanzata, il cannone venne trasferito a Cresta Croce, a 3 276 m, da dove il 15 giugno iniziò a battere le posizioni dei Kaiserjäger del tenente Felix Hecht sul Corno di Cavento.